# فرودگاه آنتونیو نارینیو
فرودگاه آنتونیو نارینیو (به انگلیسی: Antonio Nariño Airport) (به زبان بومی: Aeropuerto Antonio Nariño) یک فرودگاه همگانی مسافربری با کد یاتا PSO است که یک باند فرود آسفالت دارد و طول باند آن ۲٫۳۱۲ متر است. این فرودگاه در کشور کلمبیا قرار دارد و در ارتفاع ۱٫۸۱۴ متری از سطح دریا واقع شده است.